# CJ ENM
CJ ENM (씨제이이엔엠, CJ Entertainment aNd Merchandising) é uma empresa sul-coreana de entretenimento e varejo fundada em 1994.
A empresa foi constituída como resultado da fusão de duas subsidiárias do CJ Group, CJ E&M e CJ O Shopping, respectivamente, em julho de 2018.

## Divisões
- CJ ENM Entertainment Division - atua como empresa de entretenimento e mídia.
- CJ ENM O Shopping Division - atua como empresa de compras em casa.
  - Divisão de conteúdo de mídia
    - Canais de televisão
      - Catch On
      - CH Dia
      - Chunghwa TV
      - English Gem
      - Mnet
      - OGN
      - Olive
      - OCN
        - OCN Movies
        - OCN Thrills

      - Tooniverse
      - tvN
        - tvN Drama
        - tvN Show
        - tvN Story

      - UXN

    - Streaming
      - TVING

    - Produtora de televisão
      - Studio Dragon

    - Produtora de filmes
      - CJ Entertainment

  - Divisão de animação
    - Studio Bazooka

  - Gravadora
    - Stone Music Entertainment

  - Categoria de eventos
    - Mnet Asian Music Awards
    - KCON
    - Get it Beauty CON
    - Olive Market

  - Divisão de música
  - Divisão de solução de mídia - Marketing
  - Divisão de Performance Musical

## Localizações
- CJ ENM Entertainment Division: 66, Sangamsan-ro, Mapo-gu, Seul
- CJ O Shopping Division: 870-13, Gwacheon-ro, Seocho-gu, Seul